# دیمیتری ایوانوویچ مشکتوف
دیمیتری ایوانوویچ مشکتوف (روسی: Дми́трий Ива́нович Мушкетов 31 March [سبک قدیمی: 19 March] ۱۸۸۲ - ۱۸ فوریه ۱۹۳۸) زمین‌شناس و دیرینه‌شناس روسی و شوروی بود. او یکی از قربانیان ترور بزرگ بود.

## زندگی‌نامه
دیمیتری موشکتوف در سنت پترزبورگ در خانواده ایوان واسیلیویچ موشکتوف، کاوشگر مشهور و استاد موسسه معدن، و اکاترینا پاولووا موشکتووا متولد شد.
آموزش اولیه او توسط مادرش به او تسلط به زبان‌های آلمانی، فرانسوی و انگلیسی داد که به او اجازه داد در آینده به اروپای غربی سفر کند، با متخصصان خارجی مکاتبه کند و نماینده زمین‌شناسی شوروی در خارج از کشور باشد. او در سال ۱۸۹۹ وارد مؤسسه معدن شد و در سال ۱۹۰۷ با افتخار فارغ‌التحصیل شد.
در سال ۱۹۰۵ به او مدال نقره کوچک انجمن جغرافیای روسیه اهدا شد.
او در سال ۱۹۱۵ مدرک کارشناسی ارشد علوم را دریافت کرد و در سال ۱۹۳۶ دکترای افتخاری زمین‌شناسی و کانی‌شناسی را از مؤسسه معدن دریافت کرد.
علایق زمین‌شناسی دی.آی. موشکتوف بسیار گسترده بود، از جمله مطالعه جهانی تکتونیک و زلزله‌شناسی، اما او کار خود را در آسیای مرکزی متمرکز کرد و زمینه‌های چینه‌شناسی، ژئومورفولوژی، یخچال‌های طبیعی و منابع معدنی را نیز پوشش داد. دستاوردهای علمی او شگفت‌انگیز بود، با "بیش از ۵۰ اثر علمی، چندین کتاب درسی و راهنما، قبل از سال ۱۹۲۶". بین سال‌های ۱۹۰۹ تا ۱۹۱۶ او بررسی زمین‌شناسی شرق فرغانه را انجام داد که به نقشه زمین‌شناسی آسیای مرکزی کمک کرد. نام او به ویژه به خاطر اصلاحات و اضافات باکیفیتی که در هر ویرایش از کتاب درسی زمین‌شناسی فیزیکی که در ابتدا توسط پدرش نوشته شده بود (منتشر شده در سال‌های ۱۸۸۸–۱۸۹۱) انجام داد، شناخته شده است.
در سال ۱۹۱۸ او به عنوان مدیر مؤسسه معدن منصوب شد و مدیر کمیته زمین‌شناسی بود. در سال‌های ۱۹۲۶–۱۹۲۹.

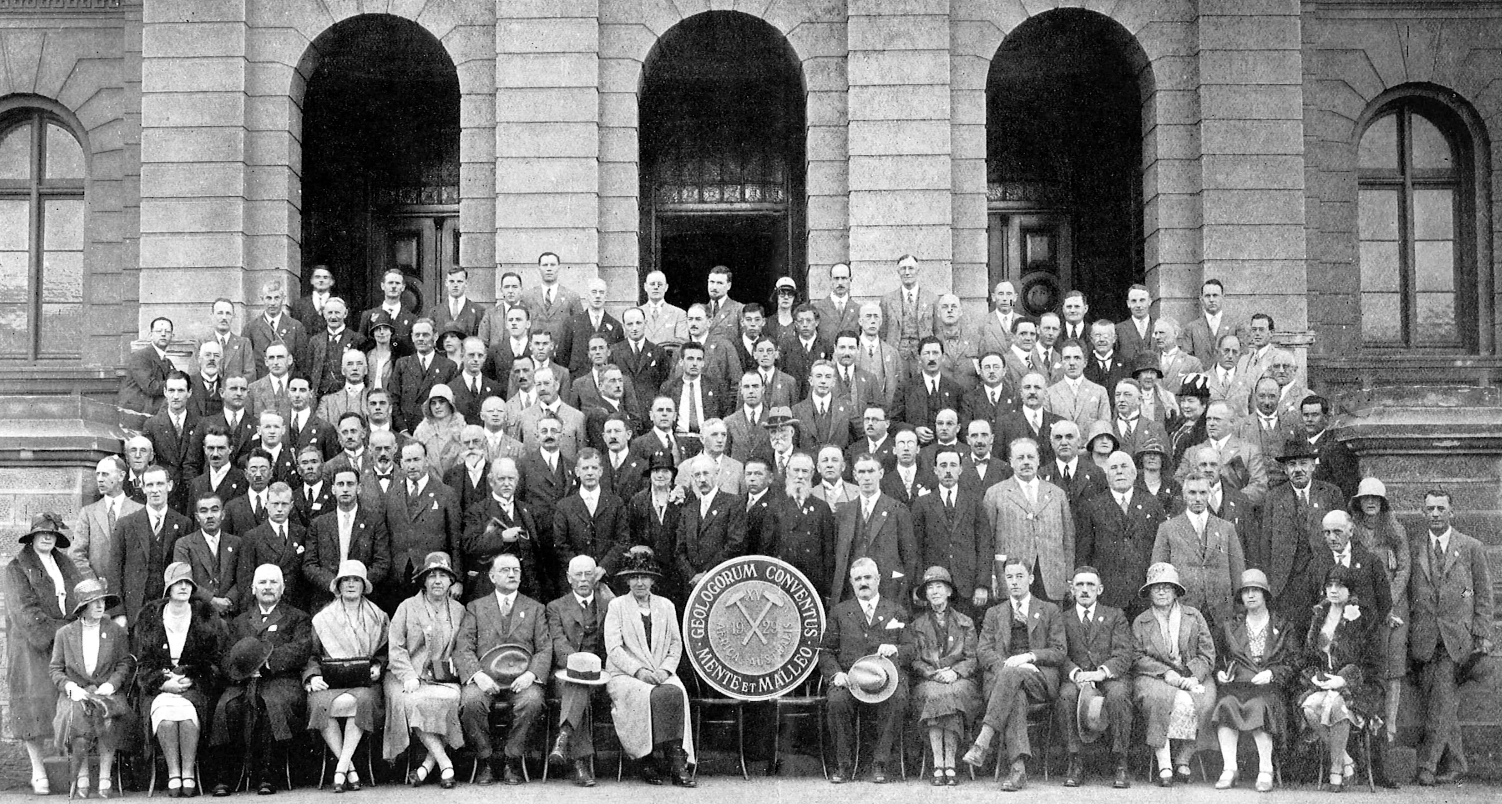
دیمیتری موشکتوف در پانزدهمین کنگره بین‌المللی زمین‌شناسی، ۱۹۲۹

او در کنگره‌های بین‌المللی زمین‌شناسی در خارج از کشور در سال‌های ۱۹۲۲ (XIII، بلژیک)، ۱۹۲۶ (XIV، اسپانیا) و ۱۹۲۹ (XV، آفریقای جنوبی) شرکت کرد. علاوه بر این، او مسئول پیشنهاد برگزاری کنگره بین‌المللی زمین‌شناسی (XVI) در اتحاد جماهیر شوروی در سال ۱۹۳۳ بود و رئیس کمیته سازماندهی سومین کنگره زمین‌شناسی سراسری روسیه در تاشکند، در سال ۱۹۲۸ بود.

### سرکوب
در سال ۱۹۳۳، از شرکت او در کنگره بین‌المللی زمین‌شناسی (شانزدهم، ایالات متحده آمریکا) در سال ۱۹۳۳ جلوگیری شد. هیئت نمایندگی شوروی در این کنگره به جای او توسط ایوان گوبکین رهبری می‌شد.
در ۲۹ ژوئن ۱۹۳۷، موشکتوف به اتهامی واهی، یک ماه قبل از کنگره بین‌المللی زمین‌شناسی (هفدهم، مسکو، ۲۱ ژوئیه ۱۹۳۷) دستگیر شد. در پاسخ به درخواست رسمی کمیسیون مطالعات زمین‌شناسی اتحاد جماهیر شوروی در ۲۹ مارس ۱۹۶۲ برای ارائه اطلاعات، اطلاعات زیر توسط هیئت نظامی دیوان عالی اتحاد جماهیر شوروی در ۳۱ مه ۱۹۶۲ ارائه شد:
دی.آی. موشکتوف به اعدام محکوم و در ۱۸ فوریه ۱۹۳۸ اعدام شد. او پس از مرگ، در ۸ دسامبر ۱۹۵۶، کاملاً تبرئه (اعاده حیثیت) شد.
چندین نفر از همکاران در همان روز در لنینگراد اعدام شدند: نیکولای بابکوف، وسولود چرکسوف و گ.ن. فردریکس.

## برای مطالعهٔ بیشتر
یو. بله سولوف (۲۰۰۱) "تنها وزارت امور داخله تاریخ مرگ او را می‌داند …". دیمیتری ایوانوویچ موشکتوف (۱۸۸۲–۱۹۳۸)،" Voprosy historii Estestvoznaniya i Tekhniki (مشکلات تاریخ علوم طبیعی و فناوری)، ۲:۷۵–۲.